# نخيلة (لحج)
نخيلة هي إحدى قرى الجمهورية اليمنية، تتبع جغرافياً لمحافظة لحج وإداريًا لمديرية القبيطة. يبلغ عدد سكانها 1213 نسمة حسب الإحصاء الذي أُجري عام 2004.